# Markus Thorandt
Markus Thorandt (Augusta, 1º aprile 1981) è un ex calciatore tedesco, di ruolo difensore.